# Bruce Campbell
Bruce Lorne Campbell, född 22 juni 1958 i Royal Oak, Michigan, är en amerikansk skådespelare, författare och regissör.
Campbell är mest känd för sin roll som Ash i The Evil Dead först filmen i Evil Dead-trilogin. Utmärkande drag är en bred haka och ett ärr på kinden som han fick efter att ha ramlat av en gunga i sin barndom. Han påbörjade sin skådespelarbana i trettonårsåldern på en amatörteater, St. Dunstan's Guild där han fick hoppa in som ersättare i rollen som prins Chulalongkorn i en uppsättning av Kungen och jag. I Junior High umgicks Bruce mycket med Mike Ditz, Josh Becker och Scott Spiegel som han gjorde en del kortfilmer tillsammans med hjälp av en åttamillimeterskamera. I åttonde klass träffade Bruce Sam Raimi i en dramaklass. Sam hade spelat in filmer i grannskapet och blev snart en del av kompisgänget som senare utökades med John Cameron och tillsammans spelade de in ett stort antal kortfilmer.
Med tiden så växte ambitionsnivån på deras filminspelningar vilket slutligen, efter mycket letande efter sponsorer (filmens budget låg på 150.000 dollar) och inspelningsplats (Morristown, Tennessee), ledde 1982 till deras första långfilm Book of The Dead, som senare bytte namn till The Evil Dead. I filmen spelar Bruce huvudpersonen Ash och den premiärvisades på The Redford Theater inför cirka ettusen personer, mestadels släktingar, vänner och investerare. Evil Dead som fick mycket stora framgångar i Cannes 1982 har senare fått två uppföljare där Bruce repriserar sin roll som Ash.
Sedan dess har Bruce haft många roller i diverse filmer, som han säger i sin självbiografi: "Stora roller i små filmer och små roller i stora filmer". Han har kunnat ses i filmer som Maniac Cop 1 och 2, Darkman, Congo, Flykten från L.A., Bubba Ho-Tep, Spider-Man 1, 2 och 3 och i The Woods för att nämna ett litet urval. Han har även varit med i ett antal TV-serier, bland annat Hercules, Xena - Krigarprinsessan, Burn Notice, Brisco County Jr. och Jack of All Trades varav de två senare var huvudroller. Dessutom har han regisserat och producerat Man With the Screaming Brain som han även skrev manus till och hade huvudrollen i. Han har skrivit en självbiografisk bok kallad If Chins Could Kill: Confessions of a B Movie Actor: An Autobiography. En andra bok kallad Make Love! the Bruce Campbell Way har nyligen kommit ut i butikerna.

## Filmografi i urval
- 1981 – The Evil Dead (även produktion)
- 1985 – Ring - så mördar vi! (även produktion)
- 1985 – Evil Dead II - Dead by dawn (även produktion)
- 1988 – Intruder
- 1988 – Maniac Cop
- 1989 – Easy Wheels (enbart produktion)
- 1990 – Darkman
- 1990 – Maniac Cop 2
- 1992 – Army of Darkness (även produktion)
- 1993-1994 – Brisco County Jr. (TV-serie)
- 1994 – Strebern
- 1995 – Snabbare än döden
- 1995 – Congo
- 1995-1999 – Hercules (TV-serie, även regi)
- 1996-1999 – Xena - Krigarprinsessan (TV-serie, även regi)
- 1996 – Flykten från L.A.
- 1999 – From Dusk Till Dawn 2
- 2000-2001 – Jack of All Trades (TV-serie, även produktion)
- 2002 – Spider-Man
- 2002 – Bubba Ho-Tep
- 2002 – Serving Sara
- 2004 – Spider-Man 2
- 2005 – Sky High
- 2005 – Man With the Screaming Brain (även regi, manus och produktion)
- 2005 – Alien Apocalypse
- 2006 – The Woods
- 2006 – Myrmobbaren (röst)
- 2007 – My Name Is Bruce (även regi och produktion)
- 2007 – Spider-Man 3
- 2007-2013 – Burn Notice (TV-serie)
- 2009 – White on Rice (röst)
- 2009 – Det regnar köttbullar (röst)
- 2011 – Burn Notice: The Fall of Sam Axe
- 2011 – Bilar 2 (röst)
- 2012 – Tar
- 2013 – Oz the Great and Powerful
- 2013 – Evil Dead (cameo och produktion)
- 2015 – Welcome to Purgatory
- 2015 – Ash vs. Evil Dead (TV-serie)
- 2015 – Fargo (TV-serie)